# Миф о плоской Земле

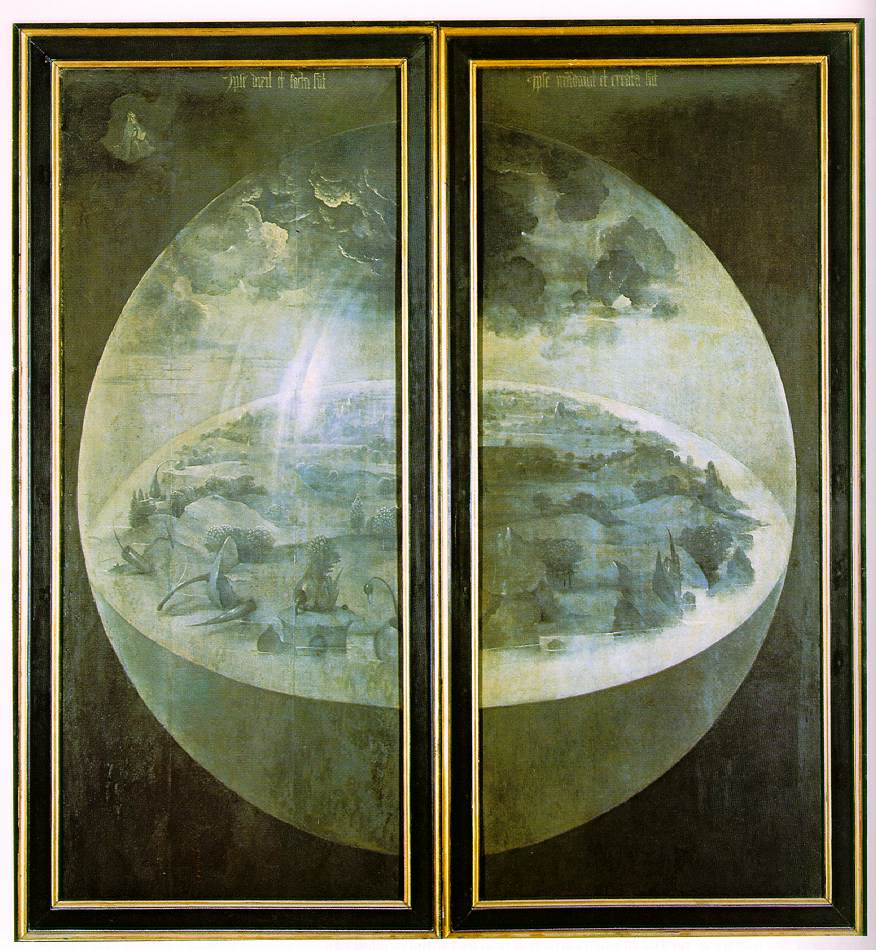
«Сотворение мира», Иероним Босх, внешние панели триптиха «Сад земных наслаждений»

Миф о плоской Земле, или ошибка плоской Земли — современное историческое заблуждение, согласно которому европейские учёные и образованные люди в Средние века считали Землю плоской.
Самое ранние исторически задокументированные представления о шарообразности Земли исходят от древних греков (V век до н. э.). Эти представления были широко распространены в древнегреческом мире, когда Эратосфен около 240 года до н. э. вычислил окружность Земли. Знание о форме Земли распространилось с греческим влиянием, и в течение раннего Средневековья (около 600—1000 годы н. э.) большинство европейских и ближневосточных учёных поддерживали представления о шарообразности Земли. Убеждения в плоской форме Земли среди образованных европейцев практически отсутствовали с позднего Средневековья (около 1300—1500 годы н. э.), хотя в искусстве появлялись причудливые изображения, такие как внешние панели знаменитого триптиха Иеронима Босха «Сад земных наслаждений», на котором дискообразная Земля изображена плавающей внутри прозрачной сферы.
По словам Стивена Джея Гулда, «среди учёных никогда не было периода „тёмной плоской Земли“, независимо от того, как широкая общественность концептуализировала нашу планету как тогда, так и сейчас. Греческие знания о сферичности никогда не исчезали, и все основные средневековые учёные принимали шарообразность Земли как установленный факт космологии». Историки науки Дэвид Линдберг и Рональд Намберс отмечают, что «вряд ли существовал христианский учёный эпохи Средневековья, который не признавал сферичность [Земли] и даже не знал приблизительный размер её окружности».
Историк Джеффри Бертон Рассел писал, что заблуждение о плоской Земле процветало в период с 1870 по 1920 год и было связано с идеологической обстановкой, созданной борьбой против идеи биологической эволюции. Рассел утверждает, что «за редкими исключениями ни один образованный человек в истории Западной цивилизации с III века до нашей эры не верил, что Земля плоская», и относит популяризацию мифа о плоской Земле к результатам деятельности Джона Уильяма Дрейпера, Эндрю Диксона Уайта и Вашингтона Ирвинга. Также утверждается, что миф возник в XVII веке как часть кампании протестантов против католического учения.